# Nacionalni muzej u Damasku
Nacionalni muzej u Damasku (arapski المتحف الوطني بدمشق) veliki je muzej u središtu Damaska, glavnog grada Sirije. Izloženi su predmeti rane povijesti,  grčko-rimskog doba i iz islamskog srednjeg vijeka.
Najpopoznatiji od svih eksponata je replika sinagoge u Dura-Europosu, sagrađene u 2. stoljeću.